# Azara alpina
Azara alpina är en videväxtart som beskrevs av Eduard Friedrich Poeppig och Endl.. Azara alpina ingår i släktet Azara och familjen videväxter. Inga underarter finns listade i Catalogue of Life.